# Istituto di bella morte
Istituto di bella morte (Seconds) è un romanzo del 1964 dello scrittore statunitense David Ely, da cui è stato tratto il film Operazione diabolica diretto da John Frankenheimer e interpretato da Rock Hudson.

## Trama
Il protagonista, uomo di mezza età di cui non si conosce il nome reale, ha una carriera non particolarmente entusiasmante ma ben avviata, una moglie, una figlia sposata da poco e una vita tranquilla. All'inizio del romanzo sta uscendo per un misterioso appuntamento, che dovrà cambiargli la vita; in breve si capisce che è stato contattato da un vecchio amico, ritenuto morto, che gli ha proposto un percorso per cambiare completamente la propria vita. Entra così in un meccanismo per il quale, senza reali azioni da parte sua, viene creduto morto grazie al ritrovamento di un cadavere operato in modo da avere il suo volto, gli vengono completamente alterati i connotati e gli viene fornita una biografia fittizia come Antiochus Wilson, un pittore non molto noto ma abbastanza quotato.
Viene trasferito in California, in un sobborgo isolato, in riva all'oceano, nel quale tutti i suoi vicini hanno seguito un percorso analogo al suo ma agiscono come se credessero alle rispettive finzioni; la maggior parte delle donne presenti, invece, non sono consapevoli della messinscena ma sono precedenti compagne di uomini entrati nel meccanismo e quindi creduti morti. Wilson non riesce in alcun modo ad adattarsi alla situazione: si ubriaca ripetutamente e scappa dal comprensorio, raggiungendo prima la figlia e poi la moglie. Nessuna delle due lo riconosce, né sembra particolarmente addolorata per la sua morte.
Wilson viene così trasportato di nuovo nell'edificio dove era stato operato e tenuto lì insieme a centinaia di altri che non sono riusciti ad adattarsi; forniranno nuovi cadaveri per nuovi clienti per i quali sarà necessario inscenare la morte.